# Pearl (album)
Pearl – drugi solowy album Janis Joplin i czwarty w karierze, wydany 1 lutego 1971 cztery miesiące po jej śmierci. Jest to jedyny album nagrany z zespołem Full Tilt Boogie Band.

## Historia
Album, produkowany pod kierunkiem producenta Paula A. Rothchilda prezentuje lepszy dźwięk i jego fakturę, niż płyty Janis nagrane z jej poprzednimi zespołami - Big Brother & The Holding Company oraz Kozmic Blues Band. Joplin dobrze współpracowała z Rothchildem, który był znany głównie jako producent The Doors. Razem zdołali lepiej oddać jej talenty wokalne. 
Zespół wokalistki występujący na nagraniach Pearl, The Full Tilt Boogie, zagrał razem z nią na słynnym festiwalu Festival Express w czasie lata 1970, a wiele piosenek z tego albumu zostało zaprezentowanych na koncertach w Kanadzie.

## Okładka
Ikoniczna okładka płyty przedstawia autorkę półleżącą na swojej wiktoriańskiej dwuosobowej kanapie ze szklanką drinka w ręce, sprawiającą wrażenie, że jest to Janis Joplin taka, jaką naprawdę jest.

## Kompozycja
Styl zaprezentowany na albumie to mieszanka blues rocka oraz psychodelii, typowej dla artystki oraz dla muzycznego stylu lat 60. XX wieku. Zawiera zarówno typowe bluesowe ballady, jak i stricte rockowe, gitarowe utwory.
Pearl zawiera hity takie jak Me and Bobby McGee (wydany na singlu z Half Moon na stronie B) autorstwa Krisa Kristoffersona i Freda Fostera, oraz słynny, śpiewany a cappella Mercedes Benz (napisany z Michaelem McClure'em i Bobem Neuwirthem), a także Move Over, który napisała sama. 
Wokal Janis pojawia się we wszystkich utworach z wyjątkiem Buried Alive In the Blues, który pozostał instrumentalny, ponieważ zmarła nie zdążywszy nagrać ścieżek wokalnych. Sesje nagraniowe, które rozpoczęły się we wczesnym wrześniu, przerwała nagła śmierć Janis 4 października 1970. 
W 2003 album został sklasyfikowany na 122. miejscu listy 500 albumów wszech czasów magazynu Rolling Stone.

## Lista utworów
1. Move Over – 3:4
2. Cry Baby – 3:58
3. A Woman Left Lonely – 3:29
4. Half Moon – 3:53
5. Buried Alive in the Blues – 2:29
6. My Baby – 3:26
7. Me and Bobby McGee – 4:33
8. Mercedes Benz – 1:48
9. Trust Me – 3:17
10. Get It While You Can – 3:27

Bonusowe utwory reedycji z 1999 roku
1. Tell Mama (na żywo) - 6:32
2. Little Girl Blue (na żywo) - 3:50
3. Try (Just a Little Bit Harder) (na żywo) - 6:52
4. Cry Baby (na żywo) - 6:29

Bonusowe utwory Legacy Edition z 2005 roku
1. Happy Birthday, John (Happy Trails) - 1:12
2. Me and Bobby McGee (wersja demo) - 4:46
3. Move Over (wersja alternatywna) - 4:27
4. Cry Baby (wersja alternatywna) - 4:59
5. My Baby (wersja alternatywna) - 3:59
6. Pearl (utwór instrumentalny) - 4:29

Druga płyta Legacy Edition z 2005 roku - na żywo z trasy koncertowej Festival Express
1. Tell Mama - 6:49
2. Half Moon - 4:38
3. Move Over - 4:41
4. Maybe - 3:57
5. Summertime - 4:39
6. Little Girl Blue - 5:10
7. That's Rock 'N Roll - 5:03
8. Try (Just a Little Bit Harder) - 9:11
9. Kozmic Blues - 5:29
10. Piece of My Heart - 5:21
11. Cry Baby - 6:31
12. Get It While You Can - 7:20
13. Ball and Chain - 8:15

## Pozycje na listach przebojów
| Rok  | Lista                                     | Pozycja |
| ---- | ----------------------------------------- | ------- |
| 1971 | Billboard 200                             | 1       |
| 1971 | Australian Kent Music Report Albums Chart | 1       |
| 1971 | Canadian RPM 100                          | 1       |